# Gabourey Sidibe
Gabourey „Gabby” Sidibe (ur. 6 maja 1983 w Nowym Jorku) – amerykańska aktorka, nominowana w 2010 roku do Oscara jako najlepsza aktorka pierwszoplanowa za debiutancką rolę w obrazie Hej, skarbie.

## Życiorys
Urodziła się we wschodnim Brooklynie, dorastała w Harlemie. Jej matka, Alice Tan Ridley, jest śpiewaczką R&B i gospel zarabiającą na życie od ponad dwudziestu lat śpiewaniem w nowojorskim metrze, natomiast ojciec Gabourey, urodzony w Senegalu Ibnou Sidibe, jest kierowcą. Gabourey uczęszczała do kilku szkół w najbliższym obszarze Nowego Jorku: Borough of Manhattan Community College, The City College of New York i Mercy College, gdzie studiowała psychologię.
W kinie debiutowała rolą w obsypanym nagrodami filmie Hej, skarbie w reżyserii Lee Danielsa, gdzie wcieliła się w postać tytułowej Claireece „Precious” Jones, nastoletniej otyłej analfabetki, która jest w ciąży z drugim dzieckiem. Gabourey wystąpiła u boku Mo’Nique, Mariah Carey i Lenny'ego Kravitza. Za rolę otrzymała nagrodę jury podczas Sundance Film Festival, oraz nagrodę Independent Spirit Awards w kategorii najlepsza główna rola kobieca. Otrzymała również nagrodę dla „Nowego talentu” podczas 14. ceremonii wręczenia Satelitów i nominację do Złotego Globu dla najlepszej aktorki w filmie dramatycznym. Również Gildia Aktorów Ekranowych oraz kilkanaście kół krytyków stanowych przyznało jej nominacje i nagrody.
2 lutego 2010 roku Gabourey została nominowana do Oscara jako najlepsza aktorka pierwszoplanowa za rolę w filmie Hej, skarbie, jednak nagrody nie otrzymała.
Gabourey następnie otrzymała angaż w serialu dramatycznym Słowo na R, u boku Laury Linney oraz Olivera Platta. W serialu wcieliła się w postać utalentowanej uczennicy głównej bohaterki. Aktorka pojawiła się również w filmie Yelling to the Sky w reżyserii Victorii Mahoney. Film został zakwalifikowany do Konkursu Głównego 61. Międzynarodowego Festiwalu Filmowego w Berlinie. W tym samym roku Sidibe wystąpiła się w komedii Tower Heist: Zemsta cieciów w reżyserii Bretta Ratnera, gdzie grała u boku Eddiego Murphy'ego i Bena Stillera. W filmie wcieliła się w postać pokojówki potrafiącej zręcznie otwierać sejfy.
W 2012 roku Sidibe wystąpiła w filmie 7 psychopatów u boku Woody'ego Harrelsona i Colina Farrella.

## Rodzina
Jej matka, Alice, brała udział w piątej edycji programu America’s Got Talent, gdzie na castingu wykonała piosenkę At Last z repertuaru Etty James; dotarła do ćwierćfinału programu.

## Filmografia
Filmy fabularne
- 2016: Grimsby jako Banu, sprzątaczka
- 2015: Gravy jako Winketta
- 2014: Life Partners jako Jen
- 2014: Biały ptak w zamieci (White Bird in a Blizzard) jako Beth
- 2012: 7 psychopatów (Seven Psychopaths) jako Sharice
- 2011: Tower Heist: Zemsta cieciów (Tower Heist) jako Odessa Montero
- 2011: Yelling to the Sky jako Latonya Williams
- 2009: Hej, skarbie (Precious: Based on the Novel „Push” by Sapphire) jako Claireece „Precious” Jones

Seriale telewizyjne
- 2016: Drunk History jako Ella Fitzgerald
- 2016: Brad Neely's Harg Nallin' Sclopio Peepio
- 2015-2017: Imperium (Empire) jako Becky
- 2015: The Walker
- 2015-2016: Difficult People jako Denise
- American Horror Story:
  - Sabat (ang. Coven) (2013) – Queenie
  - Freak Show (2014) – Regina Ross
  - Hotel (2016) – Queenie
  - Apocalypse (2018) – Queenie
- 2011: Glenn Martin DDS jako Keisha (głos)
- 2011: Amerykański tata (American Dad!) jako dziewczyna na imprezie (głos)
- 2010-2013: Słowo na R (The Big C) jako Andrea Jackson